# Дундино
Дундино — село в Варгашинском районе Курганской области. Входит в состав Южного сельсовета.

## История
Образовано в 1-й половине 1960-х годов путем объединения деревень Дундино 1-е и Дундино 2-е. До 1917 года деревни входили в состав Саламатовской волости Курганского уезда Тобольской губернии. По данным на 1926 год деревни Дундина 1-я и Дундина 2-я состояли из 176 и 118 хозяйств соответственно. В административном отношении входили в состав Дундинского сельсовета Варгашинского района Курганского округа Уральской области.

## Население
| 1912 | 1926  | 1989 | 2002 | 2010 |
| ---- | ----- | ---- | ---- | ---- |
| 1061 | ↗1416 | ↘488 | ↘458 | ↘296 |

По данным переписи 1926 года в деревнях проживало соответственно 792 и 624 человека, в том числе: русские составляли 100 % населения.